# (523767) 2014 WH510
(523767) 2014 WH510 est un objet transneptunien, du disque des objets épars. Son diamètre est estimé à environ 200 km.